# أناباس سلحفاتي
أناباس سلحفاتي (الاسم العلمي: Anabas testudineus) (بالإنجليزية: Climbing perch)‏ هو نوع من الأسماك يتبع جنس الأناباس من الفصيلة الأناباسية (أسماك الجورامي المتسلقة).